# Chrám Buddhova zubu

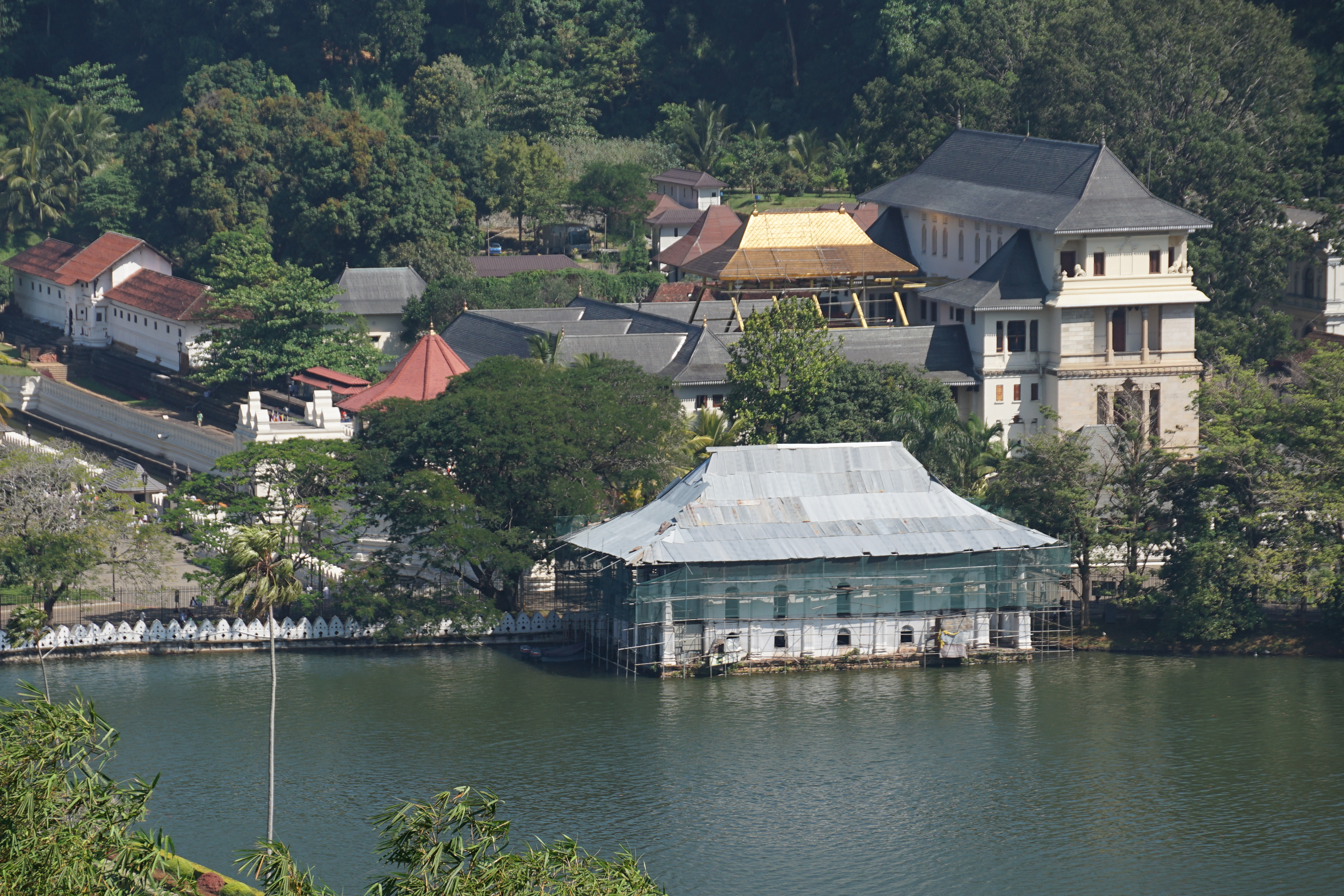
Chrám Buddhova zubu v Kandy

Chrám Buddhova zubu (Sri Dalada Maligawa) se nachází v Kandy (druhé největší město Srí Lanky), severně od jezera pod rezervací Udawatakelle.
Původní nedochovaný chrám byl postaven kolem roku 1600. Hlavní svatyně současného chrámu vznikla za vlády Vimala Dharma Súrji II. (1687–1739). Byla několikrát upravována a přestavována. Od 16. st. je v ní uložena významná relikvie Srí lanky – Buddhův zub (daladá). V roce 1998 byl chrám vážně poškozen výbuchem nálože v automobilu před vstupem do chrámu. V současné době je vchod opraven. Do chrámu je také vybudován bezbariérový přístup. Hlavní komplex chrámu se skládá ze tří pater.

## Pittirippuva
Pittirippuva je osmiboká věž. Vystupuje z příkopu obklopujícího chrám, který byl postaven za vlády Srivikrama Rádžasihny. Příkop je ohraničen dvěma zdmi – Diyareli Bemma (Zeď ženoucích se vln) a Waluka Bemma (Zeď plujících oblaků). Horní část této věže je využívána k proslovům hlav státu. Uvnitř Pittirippuvy jsou umístěny knihovny s rukopisy na palmových listech, mezi nimiž se nachází i šestnáctistránkový svazek Pansiya Panas Jathakaya, který obsahuje 550 džátak o Buddhových minulých životech.

## Hlavní svatyně
Hlavní svatyně je vybudována na Nádvoří bubeníků a má dvě patra. Architektura chrámu jako takového není ucelená. Některé venkovní části svatyně jsou bohatě zdobené, ale nachází se zde i mnoho nedokončených výklenků. 

Do svatyně vedou troje dveře. Každé z nich jsou specificky zdobené. Hlavní dveře jsou zakryty závěsem a zdobí je sloní kly vyrobené ze stříbra. Na bocích jsou tesané kamenné dveře. Stěny jsou pomalovány medailony se sluncem a měsícem – symbol králů z Kandy.

## Síň s relikvií Buddhova zubu

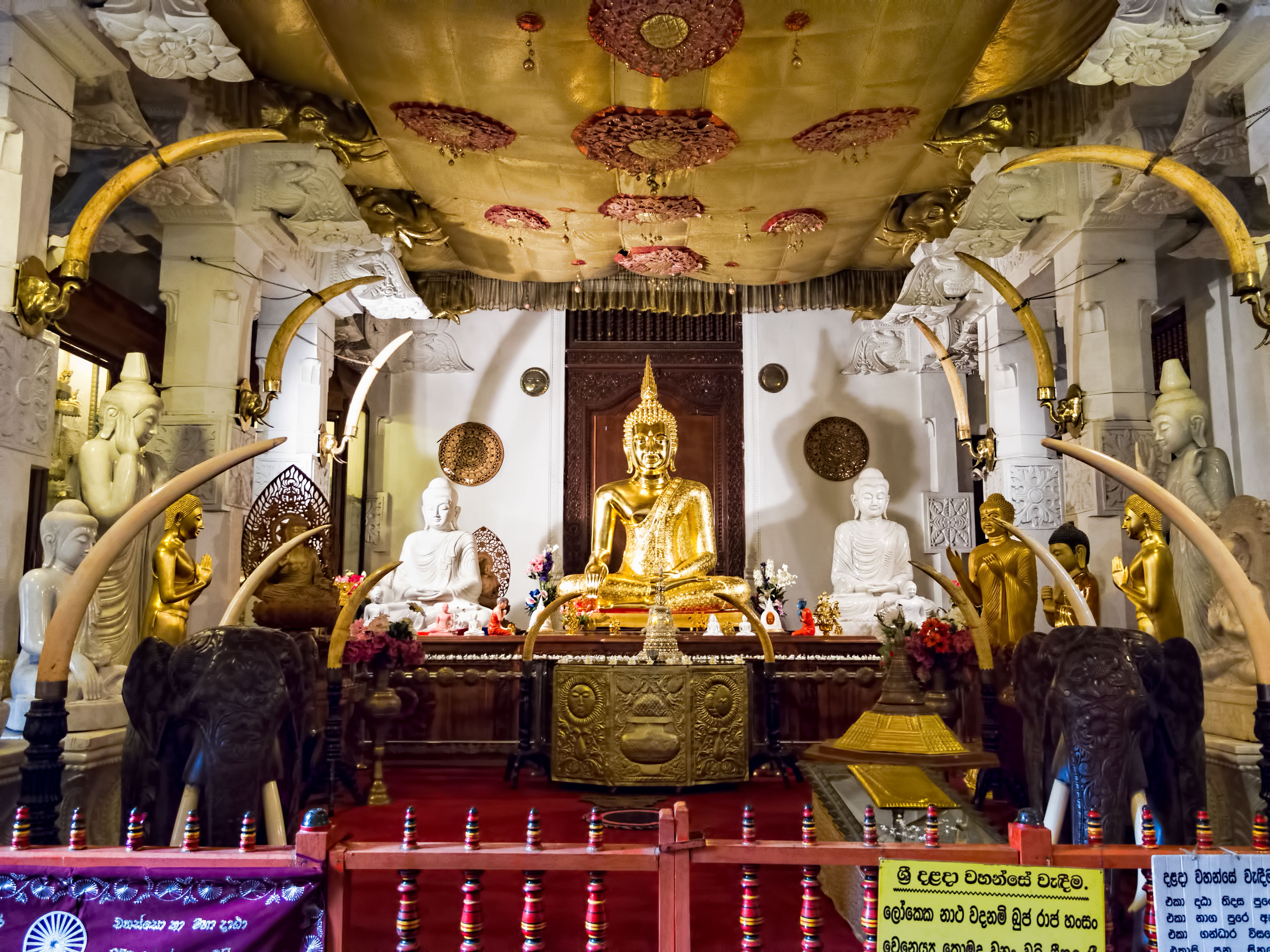
Svatyně v interiéru chrámu

Síň je rozdělena do tří částí. Buddhův zub se nalézá v nejzadnější části zvané Vedahitina Maligawa (Posvátný příbytek). Síň je střežena. Veřejnosti se naskytne pohled na „Buddhův zub“ pouze během púdži. Púdža je uctívání božstva nekrvavými oběťmi nebo modlitbou. Trvá hodinu a je doprovázena hlasitým bubnováním. Samotný Buddhův zub je uzavřen v zlaté nádobě ve tvaru dágoby (buddhistické relikvie). Uvnitř je dalších šest podobných nádobek, které se postupně zmenšují a zapadají do sebe. Buddhův zub se nachází až v poslední a zároveň nejmenší schránce. 

Vnější strana Síně s relikvií Buddhova zubu je pomalována motivem jednoho z nejslavnějších příběhů džátak. Popisuje Buddhovy předchozí životy před jeho posledním převtělením a osvícením. Podle tohoto příběhu se Buddha jednou narodil jako zajíc. Potkal muže, který ho prosil o něco k snědku, ale zajíc neměl nic jiného než trávu. Požádal tedy muže, aby rozdělal oheň a pak do něj zajíc skočil. Dal muži k jídlu sám sebe. Tento muž byl Indra, který umístil obrázek zajíce na měsíc, aby se na tento čin nezapomnělo.

### Buddhův zub
Podle pověsti byl zakladatel buddhismu Siddhártha Gautama po své smrti spálen v roce 543 př. n. l. v Kušinagaru (severní Indie). Údajně se z jeho ostatků dochovaly zuby a klíční kost. Poté, co byl v Indii buddhismus pomalu střídán hinduismem, se podařilo zub tajně převést na Srí lanku. Proputoval zde mnoho míst, protože panovníci jej měli vždy u sebe v hlavním městě říše. Byl považován za symbol srílanské suverenity. 

V roce 1284 byl zub na čtyři roky opět odvezen do Indie vojskem Pándjů z jižní Indie. Na počátku 16. století zub získali také Portugalci, kteří jej odvezli do indického státu Góa, kde byl zub údajně rozdrcen na prach, spálen a hozen do moře. Buddhisté tvrdí, že rozdrcený zub byl pouhou replikou. Od roku 1592 je uložen v chrámu Buddhova zubu v Kandy.
Buddhův zub je hlavním bodem slavnosti Esala Perahera.

#### Esala Perahera
Esala Perahera je buddhistická slavnost trvající deset dní. Její počátky sahají do čtvrtého století. Král Kirti Siri Meghawanny nařídil, aby relikvie s Buddhovým zubem byla každoročně nošena ve slavnostním průvodu městem. Pravá relikvie se naposledy objevila v průvodu v roce 1848. Od té doby se opuštění relikvie z chrámu považuje za neblahé – místo zubu se dnes nosí jeho replika.

## Alut Maligawa
Alut Maligawa (Nová svatyně) byla postavena v roce 1956 na oslavu výročí 2500 let od úmrtí Siddhárthy Gautamy. Svatyně je vytvořena po vzoru thajských buddhistických svatyň. Uvnitř se nachází velké množství Buddhových soch. Některé z nich byly přivezeny jako dary z ciziny (Japonsko, Čína, Thajsko, Korea, Tchaj-wan) – lze na nich porovnat různé variace tradiční buddhistické ikonografie. V horní části Nové svatyně je zavěšeno 21 obrazů popisujících historii relikvie od Buddhovy smrti až po současnost. 

V horních patrech Nové svatyně sídlí Muzeum Buddhova zubu.

### Muzeum Buddhova zubu
V muzeu jsou vyobrazeni všichni vůdci chrámu z let 1814 až 1985. Jsou zde vystaveny i fotografie poškozeného chrámu po bombovém útoku v roce 1998. Stěžejním objektem v muzeu Buddhova zubu je otisk Buddhovy šlépěje na hedvábí, který údajně chrámu věnoval siamský král v období vlády Kirtisri Rádžasihny.